# Ange d'Acri
Angelo d'Acri, OFM Cap., rodným jménem Lucantonio Antonio Falcone (19. října 1669, Acri – 30. října 1739, tamtéž) byl italský římskokatolický kněz a řeholník kapucínského řádu, jež proslul zvláště jako kazatel. Katolická církev jej uctívá jako světce.

## Život

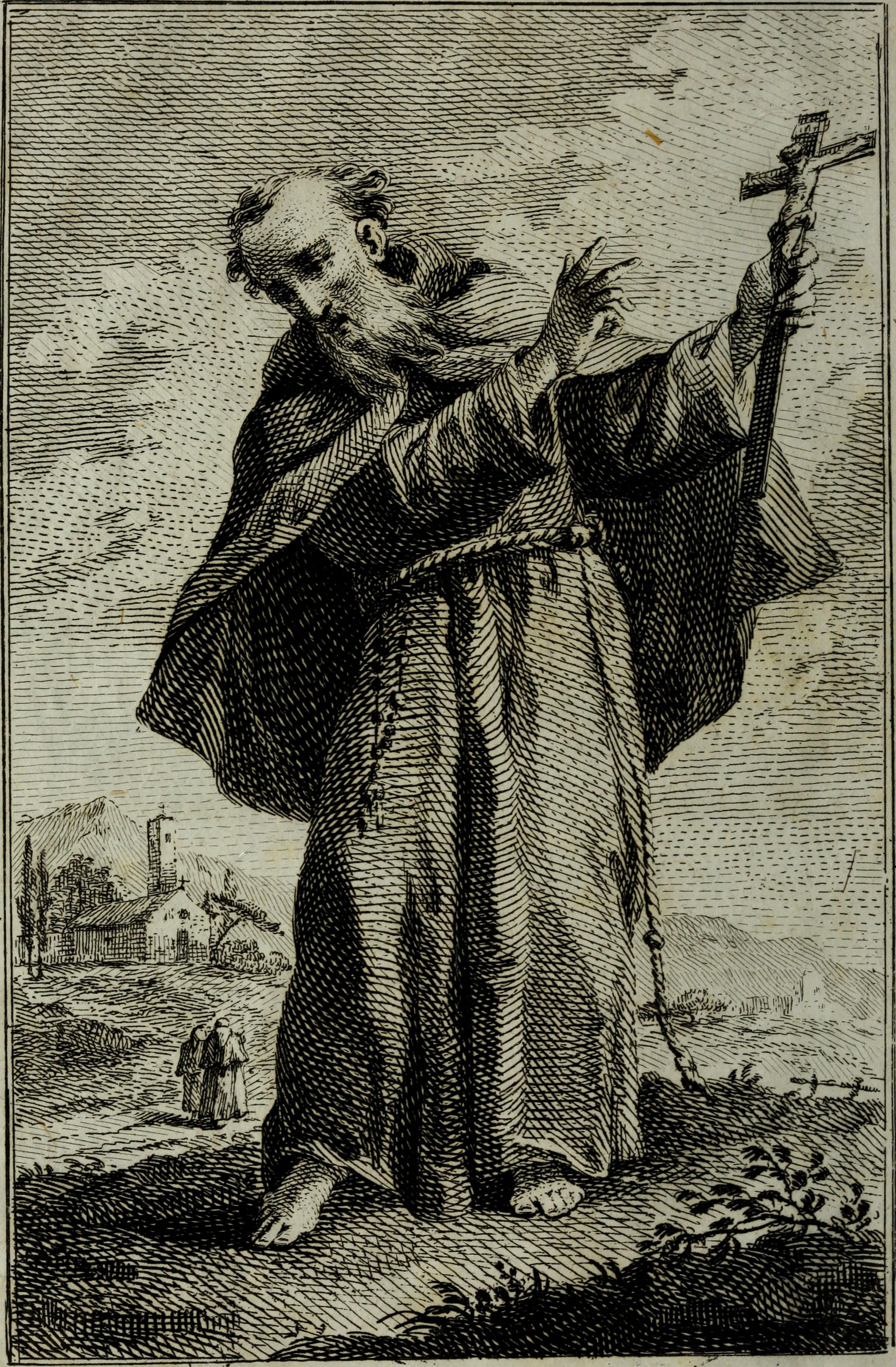
Vyobrazení sv. Ange d'Acri

Narodil se dne 19. října 1669 ve městě Acri v Kalábrii rodičům Francescu Falconovi a Dianě Enrico. Dne 24. června 1674 přijal svátost biřmování. Vyučil se u svého strýce, jenž byl knězem.
Roku 1687 byl přijat do Řádu menších bratří kapucínů, avšak o rok později řád opustil, neboť v něm panovaly pochybnosti o tom, zda se má stát řeholníkem a také mu přišel život v klášteře těžký. Roku 1689 požádal znovu o přijetí u kapucínů, avšak řád opět opustil. Opět se však rozhodl ke kapucínům vstoupit a dne 12. listopadu 1690 u nich zahájil svůj noviciát. Mezi lety 1695–1700 absolvoval teologická studia. Dne 12. listopadu 1691 složil své řeholní sliby.

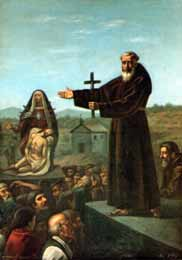
Obraz, zobrazující jeho kázání

Dne 18. prosince 1694 byl v katedrále Santa Maria Assunta v Cosenze vysvěcen na jáhna. Kněžské svěcení přijal dne 10. dubna 1700 v katedrále Narození Panny Marie v Cassano allo Ionio. Proslul jako výborný kazatel, kdy navštívil mnoho italských měst, kde přednášel své homilie. Zastával se také utlačovaných a bojoval proti nespravedlnosti. Měl také mít nadpřirozené dary, jako například schopnost bilokace.
Zemřel dne 30. října 1739 ve městě Acri. Jeho ostatky byly v 90. letech 19. století uloženy do jemu zasvěcené baziliky v Acri.

## Úcta

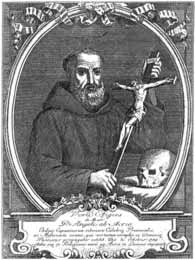
Portrét

Jeho beatifikační proces byl zahájen dne 22. května 1778, čímž obdržel titul služebník Boží. Dne 17. června 1821 byl papežem Piem VII. podepsáním dekretu o jeho hrdinských ctnostech prohlášen za ctihodného. Dne 20. listopadu 1825 byly uznány tři zázraky na jeho přímluvu, potřebné pro jeho blahořečení.
Blahořečen pak byl papežem Lvem XIII. dne 18. prosince 1825 v bazilice sv. Petra. Dne 23. března 2017 byl uznán čtvrtý zázrak na jeho přímluvu, potřebný pro jeho svatořečení. Svatořečen pak byl spolu s několika dalšími světci dne 15. října 2017 na Svatopetrském náměstí papežem Františkem.
Jeho památka je připomínána 30. října. Bývá zobrazován v řeholním oděvu. Je patronem Acri.